# Francisco Eduardo Cerro
 Francisco Eduardo Cerro  (Santiago del Estero, 3 de agosto de 1927 - Santiago del Estero, 9 de abril de 2006) fue un político argentino, miembro fundador del Partido Demócrata Cristiano, senador nacional por la Santiago del Estero durante 4 años, candidato a vicepresidente de Argentina en las elecciones presidenciales de 1963 y candidato a presidente en las elecciones presidenciales de 1983.

## Biografía
Francisco Eduardo Cerro nació el 3 de agosto de 1927 en la ciudad de Santiago del Estero siendo el primer hijo del matrimonio formado por el español Francisco Cerro y por la santiagueña, hija de italianos, Rosa Castiglione. Egresó como abogado en 1951 de la Facultad de Derecho y Ciencias Sociales de la Universidad Nacional de Tucumán, en mayo de 1952 instaló su estudio en la Ciudad de Santiago del Estero y ha ejercido ininterrumpidamente la profesión durante más de cincuenta años, hasta la fecha de su fallecimiento. Además fue profesor titular de Derecho Político y Derecho Constitucional en la Universidad Nacional de Tucumán, en la Universidad Nacional de Santiago del Estero y en la Universidad Católica de Santiago del Estero.
En diciembre de 1955 Francisco Cerro formó parte de la primera convención nacional del Partido Demócrata Cristiano en Córdoba en la que fue elegido como primer presidente el Dr. José Antonio Allende y estaba integrada por Lucas Ayarragaray (h), Manuel Vicente Ordóñez, Juan T. Lewis, Juan C. Ricci, Ricardo Dussel, José A. Millán, Carlos Alfredo Imbaud, Guillermo López y Angélica Felisa Fuselli. Al mismo tiempo emitió una declaración de principios, dio a conocer un programa y redactó una carta orgánica federalista, de centro.
Con motivo de las elecciones presidenciales de 1958 Francisco Cerro formó parte de la corriente interna del PDC liderada por Horacio Sueldo que se acercó al peronismo proscripto, de la que formaron parte José Antonio Allende, Enrique De Vedia, G. Fernández Gil, Eduardo Elías Traboulsi, Arturo Ponsati, Ángel Manzur, R. Parera, J. Torres Bas, entre otros dirigentes.
En las elecciones presidenciales de 1963 otra vez con proscripción del peronismo, el PDC quiso dar espacio como candidato a presidente al peronista Raúl Matera que en ese momento representaba al ala izquierda del justicialismo con Horacio Sueldo como candidato a vicepresidente. Sin embargo, Matera es proscripto por el gobierno de José María Guido y la fórmula terminó siendo Horacio Jorge Sueldo - Francisco Eduardo Cerro. En las elecciones generales la fórmula Demócrata Cristiana obtuvo 434.824 votos (4,48%). Ganó el candidato de la UCR del Pueblo Arturo Illia.
En las elecciones presidenciales de marzo de 1973, convocadas durante el gobierno de facto del General Alejandro Agustín Lanusse dieron el triunfo al peronismo, las fuerzas democristianas se agruparon en dos fracciones: El Partido Popular Cristiano (PPC) de José Antonio Allende y El Partido Revolucionario Cristiano (PRC) presidido por Martín Dip y liderado por Horacio Sueldo, de la que formó parte Cerro por la que obtuvo una banca de senador nacional durante el período 1973 - 1976
De 1977 a 1985 Francisco Cerro fue vicepresidente de la Organización Demócrata Cristiana de América.
En 1982 Francisco Cerro fue Copresidente de la Multipartidaria que tuvo como objetivo presionar a la dictadura militar para que abandonara el poder y se estableciera un régimen democrático los demócrata cristianos, junto al radical Carlos Raúl Contín, el intransigente Oscar Alende, el peronista Deolindo Felipe Bittel y el desarrollista Arturo Frondizi.
En 1983 Bignone, el último líder de la Junta Militar del Proceso de Reorganización Nacional, se vio obligado a llamar a elecciones por las crecientes protestas sociales, la presión internacional por las violaciones a los derechos humanos, y la derrota en la guerra de las Malvinas.
En las elecciones presidenciales de 1983 el PDC presentó la fórmula Francisco Eduardo Cerro (exsenador nacional de la DC por la Provincia de Santiago del Estero, aliado del juarismo) junto a Arturo Ponsati levantando las banderas de la indisolubilidad del vínculo matrimonial y la defensa de los derechos humanos que sólo obtuvo 46.544 votos.
El 30 de octubre de 1983 Raúl Alfonsín venció con el 52 % de los votos provocando la primera derrota electoral del peronismo en la historia.
En este contexto, el partido luego de varios encuentros donde tuvo una activa participación Monseñor Osvaldo F. Musto, se reunificó siendo el ejemplo del primer partido político dividido y vuelto a unir.
A la salida de la dictadura existían tres líneas internas en la DC:
- La primera, Línea Nacional, estaba nutrida por dirigentes con larga trayectoria en el partido como José A. Allende, uno de sus fundadores, Salvador Busacca, Ángel Manzur, Jorge Marandino, vinculado a la democracia cristiana europea, había sido desde 1978 la más dialoguista con los militares.[7]

- La segunda, Humanismo y Liberación, fundada en 1981 que alcanzaría la conducción del partido en Capital Federal en 1983 y la nacional en 1985, se ubicaba a la izquierda de la organización, tenía un perfil confrontativo y enarbolaba la lucha por los derechos humanos. Sus principales dirigentes eran los “duros” Enrique de Vedia, Guillermo Frugoni Rey, Néstor Vicente, Augusto Conte y Carlos Auyero, integrantes de los organismos de defensa de los derechos humanos. Ambas líneas tenían una gravitación significativa en Capital Federal y fueron una derivación de los conflictos internos del PPC.[7]

- Junto a ellas se encontraba la Corriente Federal, liderada por Francisco Cerro junto con Martín Dip (Corrientes) y otros dirigentes de la provincia de Buenos Aires; este sector recogía una voluntad de representación del interior del país y sus principales dirigentes habían militado en el PRC, la fracción que en 1973 había integrado la Alianza Popular Revolucionaria.[7]

A finales de la década de 1980, participó dentro de la corriente interna del PDC llamada "Afirmación Popular". En 1991, el ministro Antonio Erman González, del mismo sector partidario que Cerro, lo nombró como subsecretario de Defensa, durante la presidencia de Carlos Menem. En ese tiempo, González y Cerro fundaron la línea interna llamada "Participación". Debido a su actuación dentro del gobierno de Menem tanto González como Cerro fueron expulsados de la democracia cristiana. Fue subsecretario en el Ministerio de Defensa hasta el año 1993, luego pasaría a desempeñarse como Asesor de la Secretaría General de la Presidencia de la Nación.

## Libros de Francisco Cerro
- Cerro, Francisco Eduardo (1983). Qué es el Partido Demócrata Cristiano (1º edición). Buenos Aires: Editorial Sudamericana. p. 213. ISBN 950-07-0182-0.
- Introducción a la ciencia política
- Reforma constitucional
- Trabajo, propiedad y revolución
- Cuadernos para la reforma constitucional: 1993